# Парламентские выборы в Болгарии (1882)
Парламентские выборы в Болгарии 1882 года прошли 21 ноября. Это были первые выборы после приостановления действия конституции Вторым Великим народным собранием 13 июля 1881 года. Выборы были назначены указом князя Александра I Баттенберга № 723 от 28 октября 1882 г. В соответствии с новым законом, принятым перед выборами, количество депутатов сократилось с 307 до 47, что является самым низким показателем в истории Болгарии. Также, были введены выборы в  два этапа и образовательный ценз для кандилатов (наличие высшего образования). Эти изменения помогли Консервативной партии, которая получила большинство в собрании.
Либеральнаяя партия, наряду с консерваторами одна из двух ведущих политических сил страны, бойкотировала голосование в знак протеста против нарушений во время избирательной кампании 1881 года. Это привело к ещё одному консервативному большинству. Новоизбранный парламент впервые собрался 10 декабря 1882 года. В отличие от прошлого раза консерваторы проявили удивительную степень независимости, которая проявилась прежде всего против России. Разногласия по поводу внешней и внутренней политики (например, строительства железной дороги) заставили князя Александра I и Собрание противостоять российскому влиянию и 6 сентября 1883 года восстановить конституцию. Это вызвало отъезд российских генералов Леонида Соболева и Александра Каульбарса, а затем привело к формированию коалиционное правительство либералов и консерваторов под председательством Драгана Цанкова.